# Travis Beckum
Travis Tyrell Beckum (Milwaukee, 24 gennaio 1987) è un ex giocatore di football americano statunitense che ha militato nel ruolo di tight end nella National Football League. Fu scelto nel corso del terzo giro (100º assoluto) del Draft NFL 2009 dai New York Giants. Al college ha giocato a football all'Università del Wisconsin-Madison.

## Carriera

### New York Giants
Beckum fu scelto dai New York Giants nel terzo giro del Draft 2009. Nella sua stagione da rookie disputò 2 gare su 15 come titolare, ricevendo 8 passaggi per 55 yard. L'anno successivo disputò tutte le 16 partite, di cui 2 come titolare, con 116 yard ricevute e 2 touchdown. Nel 2011 ricevette 5 passaggi per 93 yard e un touchdown come riserva di Jake Ballard. Nel corso del Super Bowl XLVI, che i Giants vinsero contro i New England Patriots, Beckum si ruppe il legamento crociato anteriore.
Il 27 agosto 2012, Beckum fu inserito nella lista dei giocatori non in grado di scendere in campo. Tornò nel roster attivo il 3 novembre dopo che fu svincolato Mitch Petrus. La sua stagione si concluse con 4 presenze e nessuna ricezione.

### Seattle Seahawks
Il 10 febbraio 2014, Beckum firmò un contratto coi Seattle Seahawks.

## Palmarès
- Super Bowl : 1

New York Giants: Super Bowl XLVI
- National Football Conference Championship: 1

New York Giants: 2011